# Neuville-Saint-Vaast
 Neuville-Saint-Vaast  es una población y comuna francesa, situada en la región de Norte-Paso de Calais, departamento de Paso de Calais, en el distrito de Arras y cantón de Vimy.

## Demografía
| 918 | 927 | 973 | 1129 | 1295 | 1400 |
| Para los censos de 1962 a 1999 la población legal corresponde a la población sin duplicidades (Fuente: INSEE [Consultar]) |     |     |      |      |      |

## Personas relacionadas
- François Hennebique, ingeniero.